# Château de Champ (Haute-Loire)
Le château de Champ est un édifice situé à Saint-Hostien, en France.

## Localisation
Le château est situé sur le territoire de la commune de Saint-Hostien, dans le département  de la Haute-Loire, en région Auvergne-Rhône-Alpes.

## Description
Le château est représentatif des maisons fortes du XVe siècle dans la région, modeste par sa taille et son architecture extérieure, il conserve de ses aménagements d'époque classique un ensemble de dessus-de-portes de facture tout à fait charmante. Il contrôlait le col du Pertuis qui commande le passage entre la région du Puy-en-Velay et celle d'Yssingeaux. Au XVe siècle, le château était probablement entouré de douves alimentées par plusieurs aqueducs souterrains. Au XVIe et XVIIe siècles, il fut agrandi par l'ajout au nord d'un corps de logis Renaissance ; les fenêtres furent agrandies et l'escalier à vis en pierre remplacé par un escalier en bois. Différents aménagements du château eurent lieu pendant la première moitié du XVIIIe siècle : construction de l'aile est, décors intérieurs (décor peint réalisé par le peintre Storni). Le corps de logis principal, de forme rectangulaire, est flanqué d'échauguettes d'angle. Une tour isolée assurait un flanquement à l'angle nord-ouest, puis servit de pigeonnier.

## Historique
Le château est inscrit partiellement au titre des monuments historiques par arrêté du 26 janvier 1998.

## Protection
Éléments protégés : le château, y compris la tour isolée et les décors intérieurs (escalier, cheminées et peintures murales sur bois du salon du rez-de-chaussée et des deux chambres du premier étage) ainsi que le portail Renaissance de l'aile est.